# Lijst van rijksmonumenten in Schuddebeurs
De plaats Schuddebeurs telt 22 inschrijvingen in het rijksmonumentenregister. Hieronder een overzicht.
| Object                                    | Oorspronkelijke functie?  | Bouwjaar  | Architect | Locatie              | Coördinaten?                  | Nr.?   | Afbeelding                     |
| ----------------------------------------- | ------------------------- | --------- | --------- | -------------------- | ----------------------------- | ------ | ------------------------------ |
| Schuddebeurs                              | Woonhuis                  |           |           | Donkereweg 35        | 51° 40' 31" NB, 3° 56' 42" OL | 11215  | Meer afbeeldingen              |
| Buitenrust / Bleykzicht                   | Woonhuis                  |           |           | Donkereweg 58        | 51° 40' 42" NB, 3° 56' 6" OL  | 11216  | Meer afbeeldingen              |
| Weelzicht: schurencombinatie              | Boerderij                 | 1892      |           | Heesterlustweg 1     | 51° 40' 33" NB, 3° 56' 57" OL | 496697 | Weelzicht: schurencombinatie   |
| Weelzicht: varkenshok annex kippenstal    | Boerderij                 | 1850-1900 |           | Heesterlustweg bij 1 | 51° 40' 33" NB, 3° 56' 57" OL | 496705 | Upload foto                    |
| Weelzicht: koetshuis met paardestal       | Bijgebouwen kastelen enz. | 1850-1900 |           | Heesterlustweg bij 1 | 51° 40' 33" NB, 3° 56' 57" OL | 496713 | Upload foto                    |
| Bos Rust                                  | Woonhuis                  | 1909      |           | Donkereweg 27        | 51° 40' 42" NB, 3° 56' 30" OL | 496759 | Upload foto                    |
| Vrijstaande middenstandswoning            | Woonhuis                  | 1921      |           | Donkereweg 33        | 51° 40' 41" NB, 3° 56' 34" OL | 496766 | Vrijstaande middenstandswoning |
| Vrijstaande middenstandswoning            | Woonhuis                  | 1908-1909 |           | Donkereweg 29        | 51° 40' 42" NB, 3° 56' 32" OL | 496774 | Upload foto                    |
| Huize Maja                                | Woonhuis                  | 1902      |           | Donkereweg 88        | 51° 40' 26" NB, 3° 56' 27" OL | 496788 | Upload foto                    |
| Heesterlust: huis                         | Kasteel, buitenplaats     | ca. 1800  |           | Heesterlustweg 4     | 51° 40' 39" NB, 3° 56' 48" OL | 515624 | Meer afbeeldingen              |
| Heesterlust: parkaanleg                   | Tuin, park en plantsoen   | 1800-1900 |           | Heesterlustweg bij 4 | 51° 40' 41" NB, 3° 56' 44" OL | 515648 | Upload foto                    |
| Heesterlust: koetshuis met tuinmanswoning | Bijgebouwen kastelen enz. | 1900-1925 |           | Heesterlustweg bij 4 | 51° 40' 40" NB, 3° 56' 50" OL | 515649 | Upload foto                    |
| Heesterlust: schuur                       | Bijgebouwen kastelen enz. | 1900-1925 |           | Heesterlustweg bij 4 | 51° 40' 42" NB, 3° 56' 49" OL | 515650 | Upload foto                    |
| Heesterlust: hek                          | Tuin, park en plantsoen   | 1900-1925 |           | Heesterlustweg bij 4 | 51° 40' 37" NB, 3° 56' 52" OL | 515651 | Upload foto                    |
| Heesterlust: ornamenten                   | Tuin, park en plantsoen   | 1800-1900 |           | Heesterlustweg bij 4 | 51° 40' 45" NB, 3° 56' 51" OL | 515652 | Upload foto                    |
| Mon Plaisir: huis                         | Kasteel, buitenplaats     | 1700-1800 |           | Donkereweg 72        | 51° 40' 36" NB, 3° 56' 30" OL | 515743 | Meer afbeeldingen              |
| Mon Plaisir: parkaanleg                   | Tuin, park en plantsoen   | 1800-1900 |           | Donkereweg bij 72    | 51° 40' 32" NB, 3° 56' 33" OL | 515745 | Upload foto                    |
| Mon Plaisir: koetshuis                    | Bijgebouwen kastelen enz. | 1700-1800 |           | Donkereweg 72        | 51° 40' 36" NB, 3° 56' 30" OL | 515746 | Meer afbeeldingen              |
| Mon Plaisir: tuinmanswoning               | Bijgebouwen kastelen enz. | 1800-1900 |           | Donkereweg bij 72    | 51° 40' 35" NB, 3° 56' 27" OL | 515747 | Meer afbeeldingen              |
| Mon Plaisir: hek                          | Tuin, park en plantsoen   | 1750-1775 |           | Donkereweg bij 72    | 51° 40' 35" NB, 3° 56' 31" OL | 515748 | Meer afbeeldingen              |
| Moin Plaisir: zonnewijzer                 | Tuin, park en plantsoen   | 1700-1800 |           | Donkereweg bij 72    | 51° 40' 35" NB, 3° 56' 31" OL | 515749 | Upload foto                    |
| Heesterlust: tuinhuis                     | Bijgebouwen kastelen enz. | 1900-1910 |           | Heesterlustweg bij 4 | 51° 40' 39" NB, 3° 56' 51" OL | 526864 | Upload foto                    |